# Shamakhi (cidade)
Shamakhi (em azeri:  Şamaxı;Tat: Şəməxi) é a capital do distrito de Shamakhi do Azerbaijão. É famosa por seus dançarinos tradicionais, os dançarinos Shamakhi, e também por talvez dar seu nome aos tapetes Soumak.
Onze grandes terremotos abalaram Shamakhi, mas por meio de várias reconstruções, ela manteve seu papel como capital econômica e administrativa de Shirvan e uma das principais cidades da Rota da Seda. A única construção que sobreviveu a oito dos onze terremotos é a mesquita Juma de Shamakhi, construída no século VIII.